# Segredos de Justiça
Segredos de Justiça é uma série de televisão brasileira, produzida pela TV Globo dentro do programa Fantástico que estreou em 9 de outubro de 2016. A primeira temporada teve 5 episódios.
Escrita por Thiago Dottori e Teodoro Poppovic, é livremente inspirada no livro A Vida Não é Justa de Andréa Pachá, e tem direção de Pedro Peregrino, e direção geral e artística de Rafael Dragaud. Glória Pires é a protagonista da série, a única personagem presente em todos os episódios.
A segunda temporada contou com 5 novos episódios e estreou no dia 4 de junho de 2017. Também contou com novos personagens que apareceram em quase todos os episódios, como Marco Ricca, Arianne Botelho e André Lamoglia, como a família da juíza.

## Primeira Temporada

### Elenco & Episódios
| Ator/Atriz          | Personagem                         | Episódio                       |
| ------------------- | ---------------------------------- | ------------------------------ |
| Glória Pires        | Andréa Maciel Pachá                | #Todos                         |
| Marcello Melo Jr.   | Emerson                            | #1 Mais Valem Dois Pais Na Mão |
| Igor Angelkorte     | Túlio                              | #1 Mais Valem Dois Pais Na Mão |
| Natália Lage        | Cristiane                          | #1 Mais Valem Dois Pais Na Mão |
| Cassio Arbunes      | Emerson                            | #1 Mais Valem Dois Pais Na Mão |
| Amanda Mirasci      | Cristiane                          | #1 Mais Valem Dois Pais Na Mão |
| Bruno Possa         | Túlio                              | #1 Mais Valem Dois Pais Na Mão |
| Lellêzinha          | Caroline (Carol)                   | #2 Cale-se Para Sempre         |
| Fábio Lago          | Pedro                              | #2 Cale-se Para Sempre         |
| Juliana Alves       | Ana                                | #2 Cale-se Para Sempre         |
| Ghilherme Lobo      | Eduardo (Dudu)                     | #2 Cale-se Para Sempre         |
| Rafael Cardoso      | Gonçalo                            | #2 Cale-se Para Sempre         |
| Georgiana Góes      | Nariane                            | #2 Cale-se Para Sempre         |
| Heloísa Périssé     | Marta                              | #3 O Que Os Olhos Não Veem     |
| Nelson Freitas      | José Pernambuco (Zé)               | #3 O Que Os Olhos Não Veem     |
| Júlia Rabello       | Eliana                             | #3 O Que Os Olhos Não Veem     |
| Ângelo Antônio      | Gerônimo                           | #3 O Que Os Olhos Não Veem     |
| Laise Leal          |                                    | #3 O Que Os Olhos Não Veem     |
| Mario da Silva      | Jerônimo                           | #3 O Que Os Olhos Não Veem     |
| Isabel Cavalcanti   | Marta                              | #3 O Que Os Olhos Não Veem     |
| Ana Teresa Welerson | Eliana                             | #3 O Que Os Olhos Não Veem     |
| Felipe Camargo      | Carlos                             | #4 Um Dia de Cada Vez          |
| Gisele Fróes        | Sueli                              | #4 Um Dia de Cada Vez          |
| Angela Delphim      |                                    | #4 Um Dia de Cada Vez          |
| André Mendes        |                                    | #4 Um Dia de Cada Vez          |
| Pedro Putziger      |                                    | #4 Um Dia de Cada Vez          |
| Sonali Becker       | Sueli                              | #4 Um Dia de Cada Vez          |
| Julio Travatti      | Carlos                             | #4 Um Dia de Cada Vez          |
| Tonico Pereira      | Arlindo da Conceição (Seu Arlindo) | #5 Papai Noel Não Existe       |
| Guilherme Hamacek   | João                               | #5 Papai Noel Não Existe       |
| Ana Júlia Dorigon   | Tamara da Conceição                | #5 Papai Noel Não Existe       |

## Segunda Temporada

### Elenco & Episódios
| Ator/Atriz          | Personagem                        | Episódio                     |
| ------------------- | --------------------------------- | ---------------------------- |
| Glória Pires        | Andréa Maciel Pachá               | #Todos                       |
| Arianne Botelho     | Laura                             | #4 episódios                 |
| André Lamoglia      | Tomaz                             | #3 episódios                 |
| Andréa Maciel Pachá | Andréa Maciel Pachá               | #3 episódios                 |
| Marco Ricca         | Maurício                          | #2 episódios                 |
| Nivea Maria         | Ana Amélia                        | #1 Safadinha 22              |
| Osmar Prado         | Adolfo Pimenta                    | #1 Safadinha 22              |
| Malu Mader          | Ana                               | #2 Mas Eu Amo Aquele Homem   |
| Cássio Gabus Mendes | Estevão                           | #2 Mas Eu Amo Aquele Homem   |
| Susana Fuentes      | Ana (depoimento)                  | #2 Mas Eu Amo Aquele Homem   |
| Dira Paes           | Advogada                          | #2 Mas Eu Amo Aquele Homem   |
| Fabiula Nascimento  | Marília                           | #3 Doença Inventada Não Cura |
| Bruno Garcia        | Otávio                            | #3 Doença Inventada Não Cura |
| Antônio Fragoso     | Macedo                            | #3 Doença Inventada Não Cura |
| Adriana Zattar      | Marília (depoimento)              | #3 Doença Inventada Não Cura |
| Alexsando Palermo   | Otávio (depoimento)               | #3 Doença Inventada Não Cura |
| Bianca Bin          | Mariana Freitas / Raquel da Silva | #4 Nem Tudo é Verdade        |
| Bianca Byington     | Maria José da Silva               | #4 Nem Tudo é Verdade        |
| Jéssica Ellen       | Advogada                          | #4 Nem Tudo é Verdade        |
| Márcio Vito         | Atendente                         | #4 Nem Tudo é Verdade        |
| Fabiola Romano      | Mariana (depoimento)              | #4 Nem Tudo é Verdade        |
| Marcos Veras        | Bruno                             | #5 Quem Cuida Dele?          |
| Andreia Horta       | Camila                            | #5 Quem Cuida Dele?          |
| Alejandro Claveaux  | Pedro                             | #5 Quem Cuida Dele?          |
| Tarcísio Filho      | Amigo de Andréa                   | #5 Quem Cuida Dele?          |
| Fernanda Boechat    | Camila (depoimento)               | #5 Quem Cuida Dele?          |
| Samuel Toledo       | Bruno (depoimento)                | #5 Quem Cuida Dele?          |